# Southern Girl City Lights
Southern Girl City Lights è il secondo album in studio della cantante statunitense Jessie James Decker, pubblicato nel 2017.

## Tracce
1. Southern Girl City Lights – 3:53 (Jessie James Decker, Daniel Agee, Sydney Bass)
2. Fall in Love – 4:00 (Decker)
3. Hold a Candle – 3:12 (Jeremy Spillman, Maren Morris)
4. Almost Over You (featuring Randy Houser) – 3:31 (Sarah Buxton, Abe Stoklasa, Daniel Tashian)
5. All Filled Up – 4:05 (Decker, Micah Wilshire)
6. Open All Night – 3:17 (Morris, Tashian, Angelo Petraglia)
7. Another Dumb Love Song – 3:29 (Decker, Agee, Alyssa Bonagura)
8. Do You – 3:26 (Decker, Wilshire)
9. Hungry – 3:03 (Decker, Matthew McVaney, Shane Pittman)
10. Pretty Girl – 3:05 (Decker)
11. Use Your Words – 3:02 (Decker, McVaney)
12. Girl Like Me – 4:22 (Decker, Bonagura)